# Hayvenhurst
Hayvenhurst é um complexo de 8 100 metros quadrados localizado no bairro de Encino, no Vale de San Fernando, na Califórnia, Estados Unidos. Tornou-se o lar da família Jackson, incluindo Michael Jackson, que aperfeiçoou o moonwalk e gravou demos para os álbuns Off the Wall, Thriller e Bad lá. O complexo foi comprado pelo pai de Michael, Joe Jackson, em maio de 1971, após o primeiro sucesso comercial do The Jackson 5.
A propriedade fica na Hayvenhurst Avenue, em Encino, no Vale de San Fernando, em Los Angeles. É composta por um edifício de 5 quartos, 7 banheiros, com uma área total de 973,3 m². Além disso, possui três pequenas lojas que lembram uma loja de doces, uma loja de marionetes e uma sorveteria. As adições à propriedade na década de 1980 incluíram um diorama de 1,8 metros da Branca de Neve e os Sete Anões, um cinema e um lago de carpas.
"Hayvenhurst" também foi o nome de uma antiga propriedade palaciana localizada em West Hollywood, construída em 1907 por W.H. Hay, o subdesenvolvedor da Crescent Heights e o epônimo da Hayvenhurst Avenue.

## História
A família Jackson mudou-se para Hayvenhurst de sua casa em Gary, Indiana, depois de morar em vários lugares ao redor de Los Angeles, incluindo vários hotéis, as casas de Berry Gordy e Diana Ross, e uma casa de estilo mediterrâneo na 1601 Queens Road em Hollywood Hills.
Michael Jackson viveu em Hayvenhurst de 1971 até 1987, quando comprou o Rancho Neverland aos 29 anos. As demos das músicas Off the Wall, Thriller e Bad foram gravadas em Hayvenhurst, e Michael Jackson iniciou o desenvolvimento inicial de sua versão do moonwalk lá. A propriedade foi também o lar do famoso chimpanzé de Michael, Bubbles.
A família permaneceu em Havenhurst. Jermaine Jackson viveu lá durante anos. Joe Jackson deixou Hayvenhurst após o sismo de Northridge de 1994. Em 2010, a casa foi avaliada em 4,15 milhões de dólares e passou por extensas reformas.  No ano seguinte, Katherine Jackson colocou o complexo à venda, pedindo aos "executores que negociem a compra de uma nova residência para ela e as crianças, Paris, Prince e Michael Joseph Jr., conhecido como Blanket". No entanto, a propriedade permaneceu sob a posse da família Jackson e, até 2019, estava sendo ocupada pela filha de Michael.
Prince Jackson, filho de Michael, uniu-se a T. J. Jackson e Taj Jackson para sediar anualmente uma festa de Halloween chamada "Thriller Night" em Hayvenhurst. Essa celebração não apenas homenageia Michael Jackson, mas também tem como objetivo beneficiar as organizações sem fins lucrativos de Prince Jackson, The Heal Los Angeles Foundation e The Dee Dee Jackson Foundation, de T.J. e Taj Jackson. Em 2023, Prince Jackson anunciou que a Thriller Night não seria realizada devido ao fato de Hayvenhurst estar sendo utilizada pelo Espólio de Michael Jackson para as filmagens do filme biográfico Michael.